# Shriyanthika Sinhala Pedige
Shriyanthika Niroshani Sinhala Pedige (ur. 26 lipca 1988) – lankijska zapaśniczka walcząca w stylu wolnym.
Zajęła dziesiąte miejsce na mistrzostwach Azji w 2017. Piąta na igrzyskach wspólnoty narodów w 2022. Wicemistrzyni igrzysk Azji Południowej w 2016 i 2019.